# Переспа (Шептицький район)
Пере́спа — село в Шептицькому районі Львівської області. Населення становить 742 осіб.

## Географія
На схід від Переспи за 5 км лежить село Бишів, на захід за 7 км — Тартаків, на північ 6 км — Спасів, на південь за 5 км — Розжалів і Зубків.
Село розташоване на правому березі річки Млинівки, лівої притоки Білостоку.
Через село тече річка Острів, ліва притока Білостоку.

## Походження назви
Про походження назви села Переспа існує дві легенди. Перша з них про те, що нібито після того, як по наших землях прокотилася татарська навала, територія на якій ми живемо на деякий час опустіла. Та незадовго на ті вже вжиті місця, поверталися русини наші предки, яких в дорозі захопила ніч і які на березі невідомої досі річки, слідом якої є торфовище, зупинились, щоб переспати, залишаючись тут назавжди.
Друга версія про те, що наші краяни в сиву давнину пересипали цю річку, побудувавши переправу. Тому якраз від слів «переспати» чи «пересипати» походить назва села.

## Історія
Перша згадка про село зустрічається в 1426 році. Село названо в грамоті (дипломі) князів Земовіта Тройдена і Владислава Мазовецького в справі розмежування володіння Готарда із Фалениць між Сокалем і Радеховом.
У середині 16 ст. село майже повністю було знищене татарами. Люди втікали в ліси і на болота. Відбудувати село не було можливості через часті постої польських військ. Власником села, зокрема, був белзький воєвода Адам Прусиновський (Прусіновський).
На початку 19 ст., коли наші землі були під владою Австрії, головну дорогу, яка проходила з Бишева на Тартаків, називали «Гостинцем». І вже тоді почали цю дорогу укладати цеглою. Така дорога, без особливих ремонтів, простояла 150 років і лише в 1981 році була покрита сумішшю смоли з подрібненим каменем (асфальтом).
На північно-східному боці с. Переспа розташований ліс площею понад 500 га. В ньому ростуть переважно мішані породи дерев.
В середині 18 ст. коштом Франциска Салезія Потоцького було вибудувано в Переспі, яка належала до «Кристинопольського ключа», невеликий палац в стилі рококо. Архітектором палацу вважають відомого П'єра Ріко де Тірреґайля, який спроектував також палац в Кристинополі. Палац служив для його кількаденних відвідин гостями, був накритий ламаним дахом з чотирма вікнами. До першої світової війни були збережені рококові оздоблення.
8 березня 1781 Станіслав Потоцький продав Переспу Понінському. Пізніше увесь «Кристинопольський ключ» перейшов до австрійського уряду, який розпродав його різним власникам.
Біля 1850 року маєток у Переспів належав Гагенам, пізніше до князів Вишневецьких. Останнім власником був Едмунд Країнський (до 1939). На початку 20 ст. палац Ф. С. Потоцького був перебудований, зліва була добудована оранжерея і справа партерове крило, що поєднало палац з кухнею, яка до того часу була окремим будинком. Палац стояв на пагорбі, до нього вела алея старих лип. Навколо був краєподібний парк, величиною в 5 га. Перед палацом розміщувався великий газон з рабатами квітковими та з трояндами. Біля палацу знаходився канал, через який йшов міст. Країнські мали там велику бібліотеку, на 1500 томів, яка пропала під час першої світової війни.

## Відомі люди

### Народилися
- Олег Мусій (нар. 1965) — український лікар, громадський діяч. Організатор медичної служби на Євромайдані; міністр охорони здоров'я України в Кабінеті Міністрів Арсенія Яценюка; народний депутат України VIII скликання.
- Генрик Сухецький (1811—1872) — польський філолог, професор Карлового та Ягеллонського університетів.